# Великое наводнение Гун-Юй
Великое наводнение Гун-Юй (кит. трад. 鯀禹治水, упр. 鲧禹治水, Gǔn Yǔ zhìshuǐ), также известное как миф Гун-Юй (англ. Gun-Yu myth) — крупное наводнение в древнем Китае, которое предположительно продолжалось в течение по меньшей мере двух поколений и сопровождалась климатическими катаклизмами, что привело к значительному перемещению населения. Люди покидали свои дома, чтобы жить на высоких холмах и горах или в гнездах на деревьях. Согласно мифологическим и историческим источникам, наводнение случилось в третьем тысячелетии до н. э., или примерно в 2300—2200 годах до н. э., во время правления императора Яо.
Тем не менее, археологические свидетельства внезапного наводнения на реке Хуанхэ, сопоставимые с аналогичными серьёзными событиями в мире за последние 10 000 лет, датируются примерно 1900 годом до н. э. (на несколько столетий позже традиционного начала династии Ся, пришедшего после императоров Шунь и Яо), и предполагается, что это послужило основой для мифа.
Рассматриваемая исторически или мифологически история Великого потопа и героических попыток различных человеческих персонажей контролировать его и смягчить бедствие, вызванное им, является основополагающим повествованием для китайской культуры. Среди прочего, миф Гун-Юй в Китае является ключом к пониманию истории основания как династии Ся, так и династии Чжо, он также является одним из основных мотивов китайской мифологии и основным источником аллюзии в классической китайской поэзии.

## Обзор

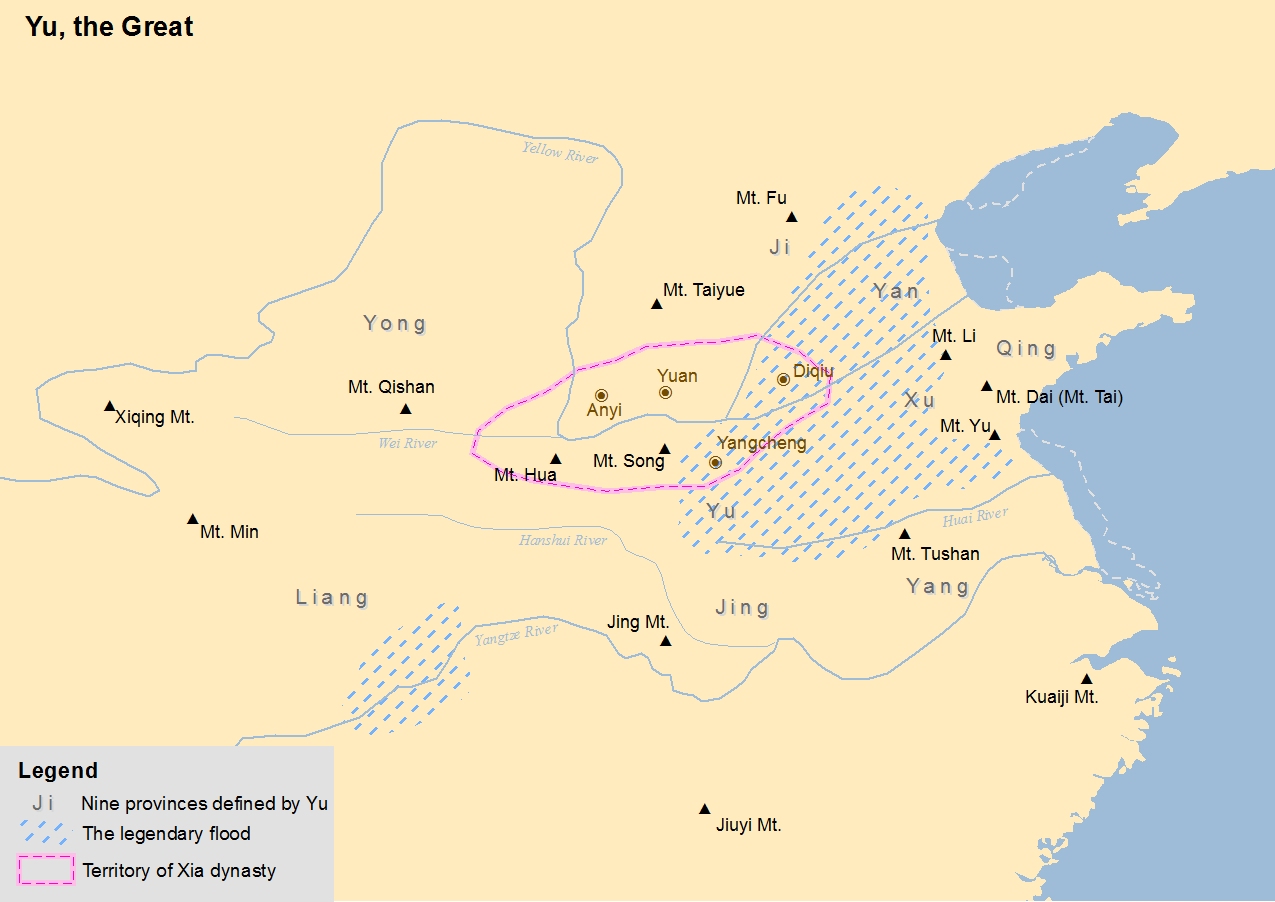
Карта, показывающая легендарное наводнение и Девять провинций древнего Китая.

История Великого потопа играет драматическую роль в китайской мифологии, и её различные версии представляют ряд интерпретаций мифа о потопе по всему миру. Повествования о потопе в китайской мифологии имеют некоторые общие черты с мировыми мифами, несмотря на то, что им несколько не хватает внутренней согласованности. В них включены различные магические преобразования и божественные или полубожественные вмешательства, такие как Нюйва. Например, наводнение обычно является результатом естественных событий, но вместе тем ключевым мотивом Всемирного потопа в китайском варианте является развитие цивилизации и улучшение положения людей, несмотря на бедствие. В ходе спасательных операций, опыта выживания, и в конечном итоге — решения проблем с наводнениями, был также достигнут значительный прогресс в области управления земельными ресурсами и в развитии сельскохозяйственных технологий. Эти и другие события являются неотъемлемой частью повествования и иллюстрируют более широкий подход к здоровью человека и благосостоянию общества, вместо «универсального наказания за грех человека». Ещё одним отличительным мотивом мифа о Великом наводнении в Китае является акцент на героические и достойные похвалы усилия по устранению последствий бедствия. Наводнение ослаблялось строительством дамб и плотин (например, усилия Гун), рытьем каналов (как придумал Юй Великий), расширением или углублением существующих каналов и обучением этим навыками других.
Управление обществом в чрезвычайных ситуациях при наводнении и его непосредственных последствиях. Согласно легенде, комплексный подход к развитию общества привел не только к широкомасштабному сотрудничеству и общим усилиям по борьбе с наводнением, но и привел к созданию первого государства Китая — династии Ся (около 2070—1600 гг. до н. э.).

## Повествование

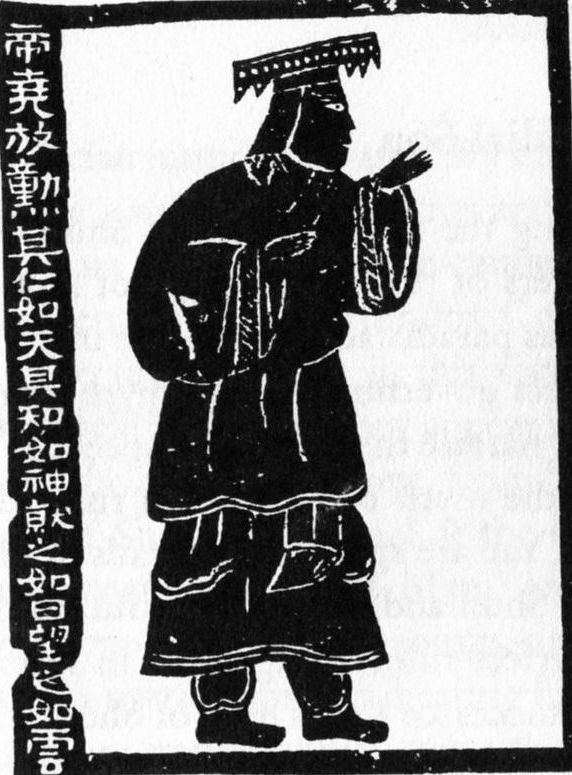
Император Яо. Надпись гласит: «Император Яо, Фан Сюнь, был человечен, как само Небо, и мудр, как божественное существо; быть рядом с ним было все равно, что приближаться к солнцу, смотреть на него было все равно, что вглядываться в облака».

### Начало наводнения
Наводнение случилось во время правления императора Яо. Оно было настолько обширное, что не пощадило ни одну из частей территории подвластной Яо. Обе долины Хуанхэ и Янцзы были затоплены. Предполагаемый характер наводнения показан в следующей цитате:
Из  книги The Book of History, описывающей бедствие:

Подобно бесконечной кипящей воде, наводнение изливает разрушение. Безграничное и подавляющее, оно возвышается над холмами и горами. Поднимаясь все выше и выше, оно угрожает самим небесам. Как, должно быть, люди стонут и страдают!
Оригинальный текст (англ.)Like endless boiling water, the flood is pouring forth destruction. Boundless and overwhelming, it overtops hills and mountains. Rising and ever rising, it threatens the very heavens. How the people must be groaning and suffering!

Согласно как историческим, так и мифологическим источникам, наводнение казалось бесконечным. Яо стремился найти кого-то, кто мог бы контролировать наводнение и обратился за помощью к мифическим божествам «Чётыре вершины» (кит. 四嶽 или кит. 四岳, Sìyuè — Сыюэ); которые после обсуждения дали императору Яо несколько советов, но он их не особенно приветствовал.

### Яо назначает Гуна
По настоянию богов и после первоначальных колебаний Яо согласился назначить ответственным за контроль над наводнением принца Гуна, который был дальним родственником Яо по общему происхождению от Жёлтого императора (Хуан-ди).

### Усилия Гуна
Согласно основной мифологической версии, план Гуна по борьбе с наводнениями заключался в использовании чудесным образом непрерывно саморазвивающейся почвы Сиранг. Гун украл Сиранг у Верховного Божества, чем сильно разгневал его. Из года в год, много раз, с большим усердием и напряжением Гун применял магическую землю Сиранг в попытке заблокировать и ослабить паводковые воды дамбами и насыпями (которые он построил с помощью особых способностей волшебной почвы). Однако Гун так и не смог решить проблемы Великого потопа. Была ли его неспособность остановить потоп вызвана божественным гневом или техническими дефектами, остается без ответа, хотя один из них был отмечен более двух тысяч лет назад Цюй Юанем в его произведении Hебесные вопросы.

### Шунь у власти

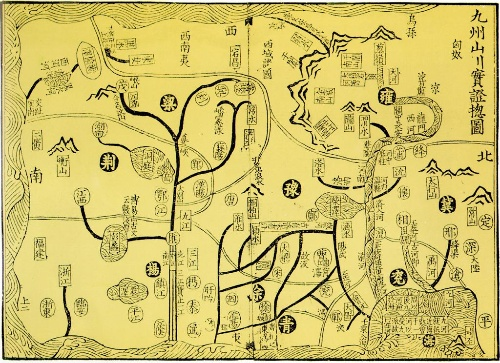
Изображение системы «чжоу», или «островов» (в современном языке используются как значение слова «провинция») создание, которой приписывают Шуню как инструмент, позволяющий управлять территорией во время наводнения. Система позволяла поддерживать нормальное общение, хотя количество и местоположение «чжоу» менялись с течением времени.

Даже после девяти лет усилий Гуна наводнение продолжало бушевать, провоцируя всевозможные социальные беспорядки. Управление империей становилось все более сложным, поэтому Яо решил отказаться от престола в пользу божественных советников, именуемых «Четырые Вершины». Но они отказались и вместо этого рекомендовали Шуня — ещё одного дальнего родственника Яо через Жёлтого императора. Шунь жил в безвестности, несмотря на его королевское происхождение.
Яо подверг Шуня многим испытаниям, начиная с женитьбы на двух своих дочерях Ихуань и Нуинь и заканчивая отправкой его с гор на равнины вниз, где Шуню пришлось столкнуться с жестокими ветрами, громом и дождём. После прохождения всех испытаний, не последним из которых было установление и поддержание состояния семейной гармонии, Шунь взял на себя административные обязанности в качестве соправителя. Среди обязанностей Шуню должен был справляться с Великим наводнением и связанными с ним проблемами. В течение следующих чётырех лет Шунь предпринял шаги по реорганизации империи таким образом, чтобы решить насущные проблемы и предоставить имперской власти лучшие возможности для борьбы с наводнением и его последствиями.
Хотя организация (или реорганизация) Шунем затопленных и все более затопляемых земель в «чжоу» или «островов» (современного написание слово «чжоу» или провинций обозначается одним и тем же символом (кит. 州) облегчила некоторые административные трудности в качестве решения различных проблем, окончательно решить проблемы не удавалось. Несмотря на дополнительные усилия в течение четырёх лет, Гун все ещё не только не смог добиться каких-либо успехов в решении основной проблемы — устранить ущерб от наводнения, но вода даже продолжала подниматься. Гун продолжал строить дамбы, настаивая на том, чтобы, люди работали ещё усерднее и продолжали строить все больше и больше дамб и плотин, несмотря на продолжающийся неуспех. Также Гун поставил под сомнение законность Шуня как правителя, из-за его скромного происхождения.

### Реформы Шуня

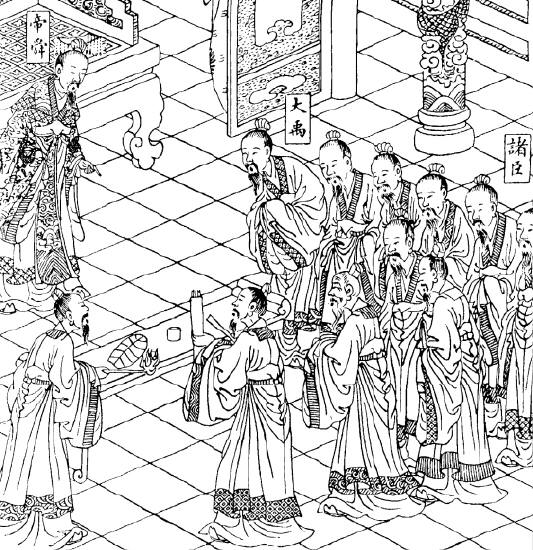
Император Шунь совершает гадание во дворце в присутствии Юя

После торжественных церемоний, сопровождавших его окончательный приход к власти, первое, что сделал Шунь — это реформировал календарь. Затем в течение месяца Шунь организовал серию встреч, церемоний и бесед в столице империи с советниками, правителями и военачальниками областей.
Затем Шунь отправился на гору Тайшань для проведения инспекции разрушенного наводнением царства. Здесь, в Тайшане, он встретился с сановниками восточных регионов; и после определённых религиозных церемоний он стандартизировал веса, меры и ритуалы. Затем он продолжил делать то же самое на юге, западе и севере, встречаясь в священных горах с лидерами каждого региона и стандартизируя их правила, меры, ритуалы и методы. Все эти действия можно рассматривать как подготовку к борьбе с наводнением, поскольку это были усилия, требующие экстраординарных уровней синхронизированной и скоординированной деятельности на относительно большой территории. Сроки были едиными благодаря реформе календаря, а технические меры стали возможными благодаря стандартизации мер и весов.
Ближе к концу года Шунь вернулся в императорский дворец и после принесения в жертву вола в храме своих предков привел в действие план, который он разработал во время своей рабочей инспекционной поездки. Одним из решений было разделение империи на двенадцать административных единиц («чжоу»), каждая из которых управлялась с самой высокой горы в этой области. Это, несомненно, было полезным шагом перед лицом растущих и непредсказуемых паводковых вод. Ещё одним законом Шуня была административная реформа.

### Кончина Гуна
Из-за удручающей неспособности Гуна контролировать паводковые воды и его высказываний о законности правления Шуня, он был сослан в провинцию «Гора перьев» (кит. 羽山). Рассказы о деталях гибели Гуна значительно различаются, но почти все источники сходятся во мнении, что он встретил конец своего человеческого существования на Горе перьев, хотя рассказы различаются относительно того, был ли этот конец смертью через казнь Чжужун или через метаморфическое превращение в жёлтого медведя, трехногую черепаху или жёлтого дракона.

### Сын Гуна Юй
При невыясненных обстоятельствах у Гуна родился сын Юй. Различные мифы описывают это событие по разному, но сходятся в одном: место и время было никем не подтверждено. Юй продолжил дело отца по сдерживанию паводковых вод.

### Великий Юй контролирует наводнение

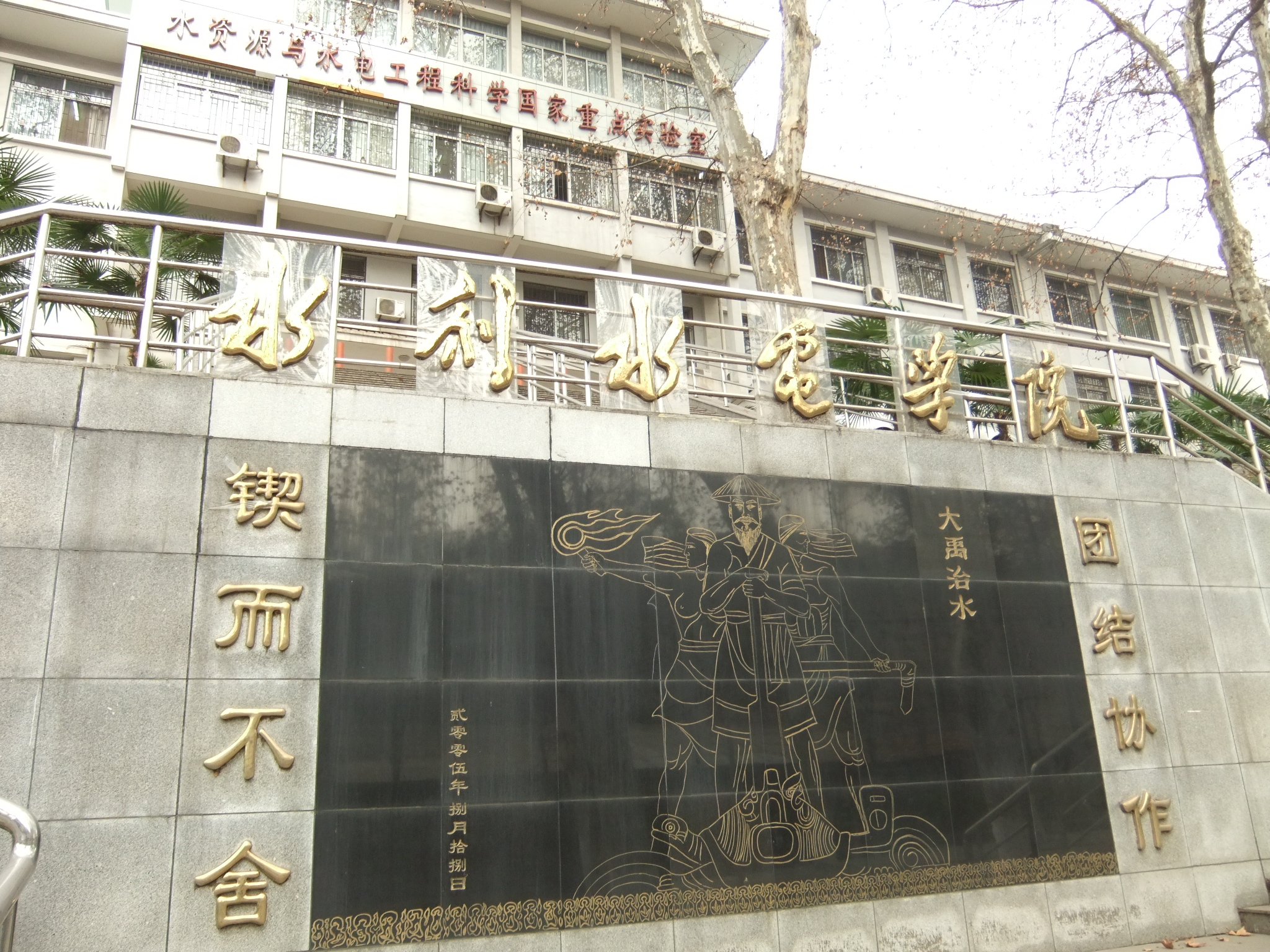
Великий Юй и его народ борются с потопом. Relief outside the Water Resources and Hydro Power Lab, Уханьский университет, 2005 год.

Юй осуществил другой подход к проекту борьбы с наводнениями, который, в конце концов, обеспечил успех, и принес Юю известность на протяжении всей китайской истории. С тех пор Великое наводнение Гун-Юй обычно называют Великий Юй контролирует воды (кит. 大禹治水). Подход Юя был более ориентированным на дренаж и в меньшей степени на сдерживание воды с помощью плотин и дамб. Согласно более причудливо приукрашенным версиям этой истории, он подчинил себе различные сверхъестественные существа, а также заручился помощью мифических существ, например, дракона, копающего каналы, и гигантской черепахи, таскающей грязь.

### Помощники Юя
Различные мифы или версии мифов указывают на то, что Юй получил помощь из различных источников, которые помогли ему преуспеть в борьбе с Великим потопом. Хебо, бог Жёлтой реки, как предполагается, предоставил Юю карту реки и её окрестностей, которая помогла ему составить план борьбы с наводнением. В качестве альтернативы карта Жёлтой реки, по мифическим рассказам, была предоставлена Юю Хоуту (богом местных земель).

## Последствия
После завершения борьбы с наводнениями Юй стал единственным уважаемым императором. После смерти Шуна он основал династию Ся, когда его сын Ци Ся сменил его, положив тем самым начало традиции династической преемственности через первородство. Но до этого, после окончания своей работы против наводнения, Юй, как говорили, собрал всех героев/богов, участвовавших в борьбе с наводнением, вместе на горе Гуйцзи (в современном Чжэцзяне) в определённое время; но, когда Фанфэнь прибыл с опозданием, Юй казнил его. Позже выяснилось, что Фанфэнь опоздал, потому что боролся с местным наводнением, с которым он столкнулся на своем пути.

## Развитие сельскохозяйственной цивилизации
Помимо мотива борьбы с наводнениями, особенно характерен для китайского мифа о наводнении Гун-Ю другой мотив, а именно — развитие сельскохозяйственной цивилизации. В некоторых версиях это связано с назначением Цзи Ци (позже названного Хоу-цзи) министром сельского хозяйства. Другие версии подробно описывают как небольшой группе людей, состоящей всего из двух или нескольких человек, удалось пережить наводнение и переселение после всемирной катастрофы, или как были получены семена зерновых культур, или как поддерживался огонь. Культовым героем того времени является Йи, также известный как Бойи или Бо Йи.

## Исторические сведения
Рассказ о Великом наводнении в доисторическом Китае может дать некоторое представление о социальном развитии общества в ту эпоху. Историк-китаевед Дэвид Хоукс комментирует, что различные версии истории Гун-Юй противопоставляют относительный успех или неудачу или, по крайней мере, различия между Гун, отцом и его сыном Юй. Хоукс описывает символическую интерпретацию общественного перехода. В этом случае Гун является представителем общества, находящимся на более ранней технологической стадии, которое занимается мелкомасштабным сельским хозяйством, включающим в себя поднятие площадей пахотных земель выше уровня и осушение болот, существующих в то время в поймах системы Жёлтой реки, включая притоки. С этой точки зрения «волшебно расширяющуюся» почву «Xirang» можно понимать как представляющий собой тип плавучего сада, состоящего из почвы, хвороста и аналогичных материалов. Юй и его работа по борьбе с наводнением символизировали более поздний тип общества, который обладал технологическими инновациями, позволяющими применять гораздо более масштабный подход к преобразованию водно-болотных угодий в пахотные поля. Хоукс объясняет чудесные преобразования ландшафта, которые появляются в мифологических описаниях как следствие строительства сетчатой дренажной системы, спроектированной для постоянного осушения целых болотных районов в пользу сельскохозяйственных полей.
Недавние археологические и геологические открытия могут иметь некоторое отношение к истории Великого потопа. Археологические свидетельства большого наводнения на реке Хуанхэ датируются примерно 1920 годом до н. э. и, как предполагается, послужили основой для более позднего мифа. Колоссальный оползень создал естественную плотину поперек реки, которая была прорвана примерно через год. Возникшее в результате наводнение вполне могло пройти 2000 км вниз по реке, и в результате этого нестабильность речных каналов могла продолжаться до двадцати лет. Примерно в это время неолит сменился бронзовым веком в долине Жёлтой реки. Авторы предполагают, что это совпало с началом эпохи Ся на несколько столетий позже, чем традиционно считалось, и что культура Эрлитоу является археологическим проявлением династии Ся.